# ميني بيل شارب
ميني بيل شارب هي مغنية كندية، ولدت في 12 يناير 1865 في Woodstock, New Brunswick ‏ في كندا، وتوفيت في 11 أبريل 1937.